# Otto Frölicher

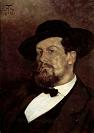
Otto Frölicher nach einem Bildnis von Hans Thoma

Otto Viktor Frölicher, auch Otto Fröhlicher oder Otto Froelicher (* 5. Juni 1840 in Solothurn; † 2. November 1890 in München) war ein Schweizer Landschaftsmaler und wichtigster Deutschschweizer Vertreter des Paysage intime.

## Leben
Frölicher stammte aus dem kleinstädtischen Bildungsbürgermilieu und wuchs in Solothurn und Olten auf. Sein Vater Josef Frölicher war von 1849 bis 1856 Regierungsrat. Schon früh zeigte sich Otto Frölichers Zeichentalent. Im Oktober 1859 ging er an die Akademie in München, um sich bei Johann Gottfried Steffan zum Landschaftsmaler ausbilden zu lassen. 1863 wechselte er nach Düsseldorf, wo er bis 1865 blieb und sich der Stimmungsmalerei Oswald Achenbachs annäherte. Nachdem sein Versuch gescheitert war, sich im heimischen Solothurn eine Existenz aufzubauen, zog es ihn im Herbst 1868 wieder zurück nach München. Dort entdeckte er die Schule der intimen Stimmungslandschaft des Adolf Heinrich Liers. Im Herbst 1876 reiste er auf Empfehlung Liers nach Paris. Doch er kam mit dem dortigen Großstadtleben nicht zurecht und kehrte 1877 nach München zurück, wo er sich endgültig niederließ.
Hier unterrichtete er selber, vorzugsweise Schweizer, zum Beispiel Hermann Hunziker oder Otto Gampert. Im Alter von 39 Jahren erkrankte Frölicher an Diphtherie. Die Nachwirkungen dieser Krankheit, zusammen mit Krebs, verfolgten ihn die restlichen elf Jahre seines Lebens.
Frölicher war Mitglied der Künstlergruppe Kassandra und der Künstlergesellschaft Allotria in München. Daneben wirkte er mehrmals als Jurymitglied der Glaspalast-Ausstellungen und war Vorsitzender der schweizerischen Unterstützungsvereins in München.

## Werk
Otto Frölicher gilt zusammen mit Johann Adolf Stäbli als herausragendster Vertreter der Deutschschweizer Paysage intime. Im Gegensatz zu anderen, die ihr Augenmerk mehr auf heitere Landschaften legten, bleiben die Landschaften der beiden Deutschschweizer düster. „Ähnlich wie bei den Romantikern war das Landschaftsbild für sie gleichsam Echo einer inneren Seelenlandschaft.“
„Als ein gemässigter Neuerer hatte Frölicher einen nicht zu unterschätzenden Anteil an der Gewöhnung des heimatlichen Kunstpublikums an eine moderne Malerei.“

## Galerie

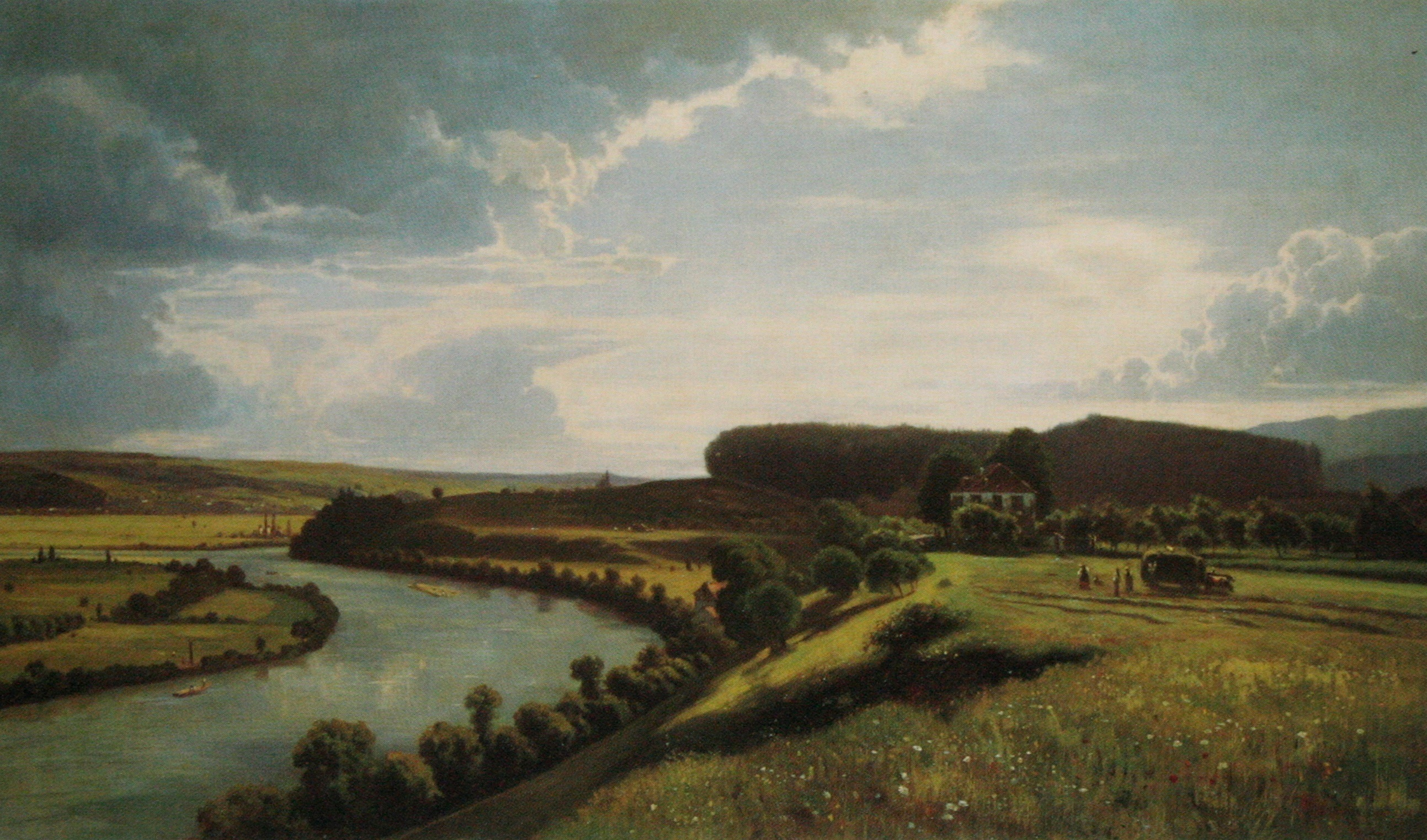
Hübeli Attisholz, 1868
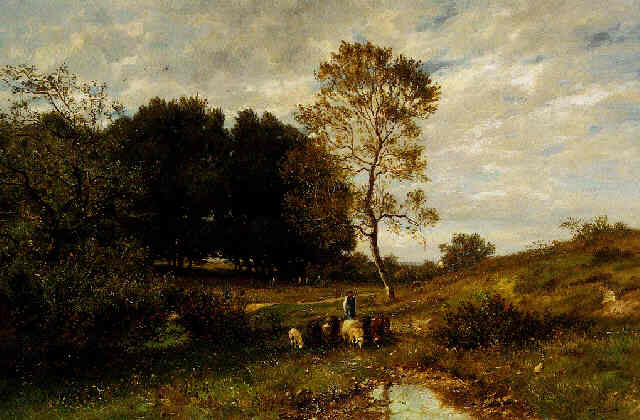
Otto Frölicher: Landschaft mit Bäumen und weidenden Schafen
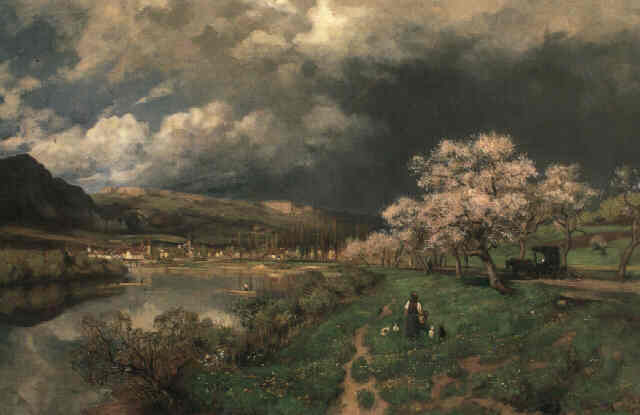
Blick auf Solothurn
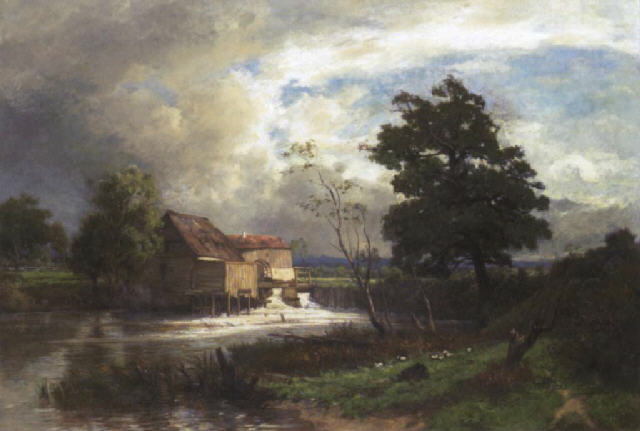
Mühle am Fluss
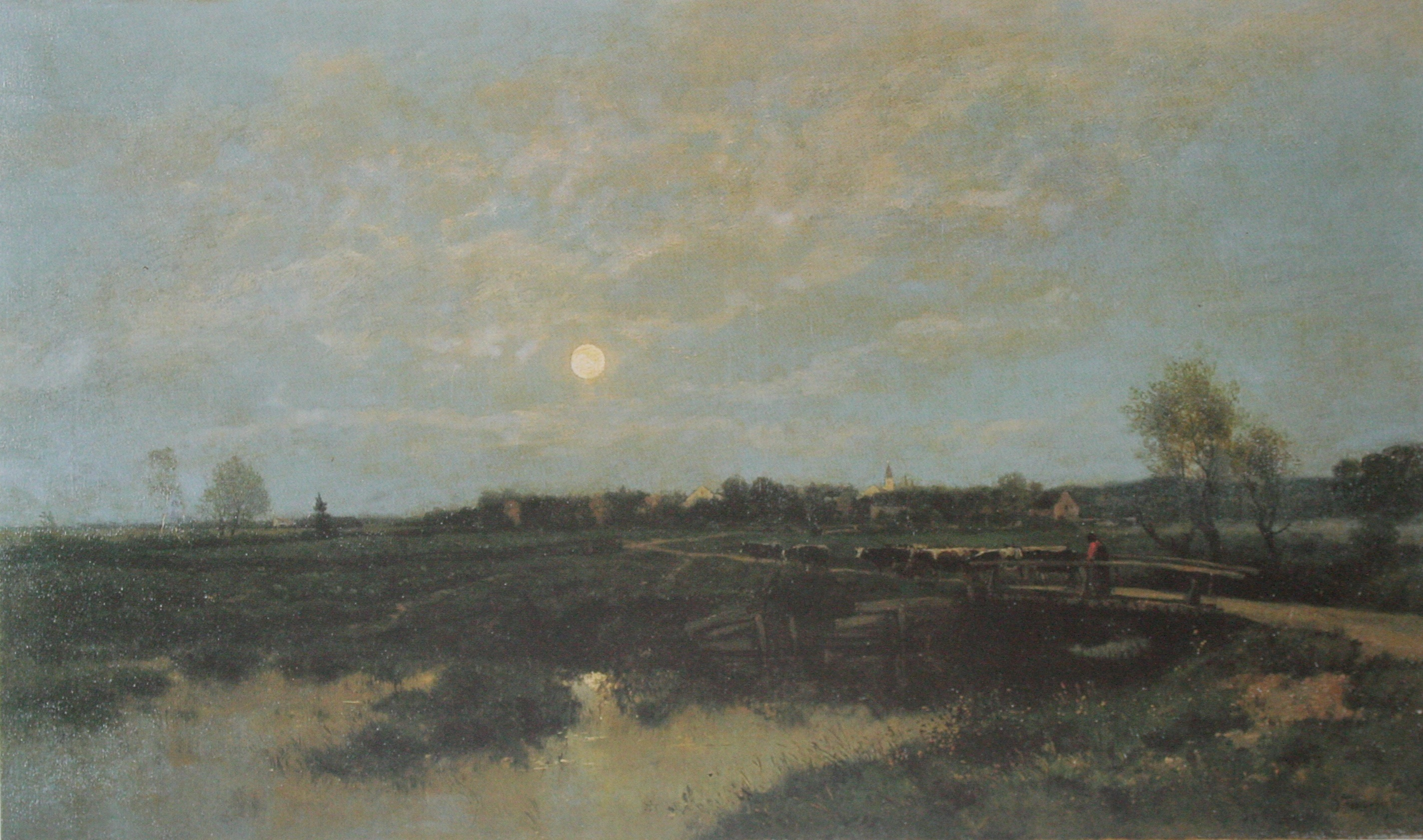
Dämmerung in der Gegend von Dachau, 1880

Werke Otto Frölichers sind u. a. in den folgenden Museen:
- Kunstmuseum Bern
- Kunstmuseum Solothurn
- Kunsthaus Zürich
- Neue Pinakothek München